# 未來貴子
 未來 貴子 （みき たかこ、1962年〈昭和37年〉11月24日 - ）は、日本の女優。本名河原井 緑（かわらい みどり）。旧・芸名は園 みどり。
東京都出身。

## 来歴・人物
1983年7月2日に公開された『刑事物語2 りんごの詩』にて園みどり名義でヒロイン役でデビュー。
「美形の演技派女優」として2時間ドラマにも多数出演した。
私生活では映画『さくら隊散る』（1988年）で共演した古田将士と結婚したことを公表している。

## 出演
※：園みどり名義

### テレビドラマ
- 大江戸捜査網 第608話「八丁堀情話 夫よ許して!」（1983年、TX）- 綾乃 役 ※
- さよならを教えて（1983年、MBS） ※
- 激愛・三月までの…（1984年、TBS） ※
- 太陽にほえろ! 第597話「戦士よさらば・ボギー最後の日」・第598話「戦士よ眠れ、新たなる戦い」（1984年、NTV）- 杉野麻衣 役 ※
- 風の中のあいつ（1984年、NTV） ※
- 特捜最前線 第386話「OL・疑惑の失踪事件!」 (1985年、ANB) ※
- 遠山の金さんII（1985年、ANB） ※
- 誇りの報酬 第18話「真昼の挑戦者」（1986年、NTV）- 国谷ゆきこ 役 ※
- 長七郎江戸日記 第1シリーズ 第107話「とんぼ、ないた」（1986年、ANB） ※
- 暴れん坊将軍（ANB）
  - 暴れん坊将軍II 第167話「稲妻に裂かれた二人旅!」（1986年）- お登世 役 ※
  - 暴れん坊将軍IV 第68話「危うし!吉宗、妖刀村正騒動」（1992年）- 千代 役
  - 暴れん坊将軍VI 第28話「姉とおとうと」（1995年）- お孝 役
  - 暴れん坊将軍X 第16話「顔の見えない逢瀬!陰謀に利用された芸者の恋」（2000年）- 菊路 役
- 京都かるがも病院（1986年、ANB） ※
- 水戸黄門 第16部 第32話「剣が知ってた暗殺の罠 - 仙台 - 」（1986年、TBS）- 美和 役 ※
- 夜明け前（1987年、NHK）
- NHKドラマスペシャル / 虹のある部屋（1988年）
- よみうりテレビ 朝の連続ドラマ / 吉野物語（1988年 - 1989年）- 主演・ 宮滝よしの 役
- 銀河テレビ小説 / 八十日目だなも（1988年、NHK）
- 江夏八重子の生涯 （1988年、KTS）
- 八百八町夢日記 （NTV）- お初 役
  - 第1シリーズ（1989年 - 1990年）
  - 第2シリーズ 初回スペシャル「みちのく忠臣蔵」（1991年）
- TBS大型時代劇スペシャル 源義経（1990年）
- 新春時代劇スペシャル / 樅ノ木は残った（1990年、NTV）- 三沢はつ 役
- 大河ドラマ (NHK)
  - 翔ぶが如く 第1部 第27話「王政復古」（1990年）- おゆう 役
  - 葵 徳川三代（2000年）- 振姫 役
- 連続テレビ小説 / 和っこの金メダル（1990年、NHK）
- 大江戸捜査網 第673話「魔の黄金地獄を裁け!」（1990年、TX）
- 火曜ミステリー劇場 「Dr.クマひげIV 新宿駅ウラ診療所 隣室の美女」（1990年、ABC）
- 火曜サスペンス劇場（NTV）
  - 人生相談殺人事件 私はレイプされた!（1990年）
  - 京都丹後殺人街道伊根－天橋立－宮津（1993年7月6日）- 友禅作家・杉岡妙子 役
  - 警部補 佃次郎 6『小壜に詰めた死』（1998年8月11日）- 丹野化学 会長・丹野壮太郎（滝田裕介）の秘書・早坂綾子 役
  - 小京都ミステリー 30『エジプト・パピルス殺人事件』（2001年10月9日）- タペストリー職人・三浦春子 役
  - 取調室 19『未亡人が暴く仮面夫婦の18年間 死者からの着信記録と強盗犯発生で勾留8日で取り調べ中止』（2003年5月27日）- 八坂水産 社長・八坂多美子 役
  - 監察医・室生亜季子 34『追憶』（2004年）- 交通死亡事故の加害者・西川洋子 役
  - 事件記者・三上雄太 1『アルプス遭難でラジオから聞いた悪魔の囁き 妻の保険金疑惑と遺体のない葬儀』（2004年）- 専門学校職員・野木昭夫（風間杜夫）の妻・野木浅子 役
  - 弁護士・高林鮎子 34『志摩の旅・みえ6号毒殺連鎖〜保険金狙いで魂を売った魔性の女! 完全無欠の時刻表トリックを暴く真珠の涙と男の素顔』（2005年7月5日）- スナック「ペガサス」ママ 役
  - 街の医者・神山治郎 7『歪んだ看護』（2004年7月13日）- 斎藤英一（天宮良）の妻・斎藤佳代 役
- DRAMA COMPLEX
  - 下町・銭湯騒動記 5『浅草美女の湯殺人事件』（2005年12月13日）- 中川紀美子 役
- 土曜ワイド劇場（ANB）
  - 美人秘書殺し 日光鬼怒川、婚約披露パーティー（1990年3月31日）- 本宮修治（五代高之）の妹・本宮アキコ 役
  - 同時殺人トリック!軽井沢～東京スターダスト殺人物語（1991年）
  - 大密室シリーズ 4 神戸異人館殺人事件（1993年）- 藤沢圭子 役
  - ブルートレイン「はやぶさ」殺人事件（1993年）- 秘書 役
  - 森村誠一の終着駅シリーズ 第4作「碧の十字架」（1994年9月24日）- 記憶喪失の女・矢吹朝子 役
  - 夜間検証・美人キャスター殺人事件（1997年）- 飯島幸子 役
  - 法医 歯科学の女 1「屋久島〜指宿 バラバラ死体が海を渡る!?」（1997年）- ホテル室井 社長・室井泰三（黒部進）の後妻・室井かおり 役
  - 新・女弁護士 朝吹里矢子（財前直見版）第6作「幼い目撃者」（1999年3月13日）- 和蘭陀屋 取締役・北島昇（鷲生功）の妻・北島佳香 役
  - 巡査鉄兵の推理日誌 2 多数決の殺人目撃者4対1の謎!（2001年）- 新庄祐美江 役
  - 渡り番頭・鏡善太郎の推理 第2作「能登和倉殺人海岸 美人三姉妹 女将の座と財産を巡る骨肉の闘い!」（2001年6月2日）- 古沢三姉妹の長女・古沢雪絵 役
  - 西村京太郎スペシャル 密室列車・特急かもしか、途中下車連続殺人!（2009年9月26日）- 三宅文子（結城しのぶ）の妹・三宅夕子 役
  - 終着駅の牛尾刑事vs事件記者冴子・森村誠一のラストシーン（2012年2月25日）- 遠野文夫（羽場裕一）の妻・遠野貴子 役
  - 警視庁・捜査一課長〜ヒラから成り上がった最強の刑事（2012年 - ）- 野口秋代 役
  - 検事・朝日奈耀子 第13作「犯人が行列するロープウェイ!! 標高932m殺人トリック 赤いコートを着ると背中を日焼けする!?」（2013年3月9日）- 地元ミニコミ誌編集者・高村絵里香 役
- 世にも奇妙な物語（CX）
  - 第1シリーズ 第8話「超・能・力!」（1990年8月9日）
  - 春の特別編「偶然やろ?」（1991年4月4日）- 秋山加奈子 役
- 雪の蛍（1991年、THK）- 主演
- 岡っ引どぶ 第3話「火炎小町殺人事件」（1991年、CX）- おいく 役
- 大江戸捜査網（1991年、TX）第690話「五萬両の謎!やわ肌刺青秘帳」 ※橋爪淳版
- さすらい刑事旅情編（ANB）
  - さすらい刑事旅情編IV 第20話「喪服の女・雪山に消えた殺人者」（1991年）
  - さすらい刑事旅情編V 第5話「南九州終着駅で降りた女・三行広告の罠」（1992年）
- 土曜ドラマ（NHK)
  - 新十津川物語1 明治篇 第二部「大地に立つ」（1991年） - 花田たつの 役
- 月曜ドラマスペシャル (TBS)
  - 「頭取秘書 鳴海美佐子」（1991年）
  - 大島つむぎ殺人事件 ハブ捕り棒で殺せ!マングローブの林に白骨が…オオゴマダラ蝶の謎（1995年）
  - ダンスパートナー連続殺人 社交ダンス界に渦まく欲望と嫉妬（1996年）
- 火曜ミステリー劇場三毛猫ホームズの駆落ち（1991年、ANB）
- 不思議サスペンス「三十三回忌をすませて」（1991年、KTV）
- 徳川無頼帳 第1話「吉原百人斬り」（1992年4月14日、TX）
- 刑事貴族3 第24話「姉、おとうと」（1992年12月11日）
- 綺麗になりたい 第9話「美人の敗北」（1992年12月12日、YTV）- 清香 役
- 喧嘩屋右近 第1シリーズ 第7話「尼僧一人、八万石の大掃除」（1992年、TX）- 白州巍 役
- 喪の宴（1992年、TX）
- あばれ八州御用旅 第3シリーズ 第2話「てるてる坊主が泣いている」（1992年、TX）- おひさ 役
- 悪いこと 第9話「秘訣」（1992年、CX）
- 月曜・女のサスペンス / 鬼の影 花渡伝説殺人事件（1992年、TX）
- 法医学教室の事件ファイル 第2シリーズ 第2話「焼かれた指紋!! 双子美人姉妹の愛…」（1993年）
- 幻・源氏物語絵巻 （1993年、NHK BS-2）
- 銭形平次 第3シリーズ 第8話「覗かれた手紙」（1993年、CX）- お絹 役 ※北大路欣也版
- 金曜時代劇 はやぶさ新八御用帳・第十九回「綾のつづみ」（1994年、NHK）
- 名奉行 遠山の金さん
  - 第6シリーズ 第21話「情けが仇の美人局」（1994年12月22日）- お絹 役
  - 第7シリーズ 第8話「献残屋の秘密 一度死んだ女」（1995年11月16日）- お里（小笠原加代）役
- 付き馬屋おえん事件帳 第3シリーズ 第5話「女の恨み取り立てます」（1995年5月8日）- 玉菊 役
- 風の刑事・東京発! 第6話「会津行き! マンションを買う女」（1995年11月22日）
- はみだし刑事情熱系 PART1 第5話「狙われた女刑事！」（1996年11月13日）- テレクラ売春主婦・南条陽子 役
- 新・半七捕物帳 第15話「闇からの声」（1997年7月11日、NHK）- お常 役
- 家政婦は見た! 第8話「美しくなる!!エステの裏の裏」（1997年、ANB）- 藤沢真由美 役
- 大岡越前 第15部 第15話「思い込み」（1998年）- 弥生 役
- 浅見光彦シリーズ 第10作「イーハトーブの幽霊」（2000年）- 教育評論家・大杉清隆（大和田伸也）の妻・大杉トシ 役
- 金曜エンタテイメント
  - 「夏樹静子ミステリー アリバイの彼方に」（2000年）- 丸の内商事長野支社長・喜多川豊彦（渡辺裕之）の妻・喜多川みどり 役
  - 赤い霊柩車 第18作「危険な落とし穴」（2003年10月10日）- 老舗高級割烹「嵯峨野茶寮」女将・尾上菊代 役
- はぐれ刑事純情派
  - 第15シリーズ 第25話「包丁を抱く女! 安浦家に大事件が!?」（2002年9月25日）- 中里文江 役
  - 第16シリーズ 第9話「娘よ！最終バスを盗んだ父と母」（2003年5月28日）- 西岡真理子 役
  - ファイナル 第8話「オムライス殺人事件!? 不運に泣く安浦刑事！」（2005年6月15日）- 西村理枝 役
  - 2006年スペシャル「帰ってきた安浦刑事 殉職…さらば夏目刑事」（2006年12月30日）- 木本路子 役
- 夢のカリフォルニア（2002年）- 門倉由美 役
- 日曜劇場 GOOD LUCK!!第四話「救出作戦」（2003年2月9日）- 如月雪子 役
- 第3シリーズ File No.6「9年前の連続殺人!幻の曲を弾く女!!」（2004年7月29日、ANB）- 元・ジャズバンド「テラ」ヴァイオリニスト・椎名初音 役
- 新・京都迷宮案内2 第7シリーズ 第6話「特ダネ写真を持ち込んだ女!」（2004年、テレビ朝日）- テニススクールコーチ・赤堀信也（神保悟志）の別居中の妻・赤堀美和 役
- 月曜ミステリー劇場 / 上条麗子の事件推理 第4作「死を呼ぶ老後資金」（2004年4月19日、TBS）- 介護センター「木もれ陽」社長・津山弥生 役
- その男、副署長〜京都河原町署事件ファイル〜 season1 第3話『京鴨川に浮ぶ死美人の秘密!!』（2007年5月10日、ANB）- カリスマ主婦・御子柴かほる 役
- 刺客請負人 シーズン1 第1話「孤臣」（2007年7月20日、TX）- 阿里の方 役
- 太陽と海の教室（2008年、CX）- 白崎凜久（北乃きい）の母・白崎珠美 役
  - 第1話「地球一熱い教師が海からやってキター!!」
  - 第4話「崖の上のショパン」
  - 最終話「最後の授業…涙のラストメッセージ」
- 水曜ミステリー9 / 動物病院・彩子の事件カルテ（2009年2月4日、TX）- 満田時江 役
- 非婚同盟（2009年、東海テレビ）- 鏑咲忠雅（小林高鹿）の母親・鏑咲園子 役
- 郷土の偉人シリーズ（テレビ熊本）
  - 四賢婦人 矢嶋楫子とその姉たち ～女性の扉を開けた信念の人～（2009年11月1日） - 竹崎順子 役[3]
  - 郷土と共に歩んだ真の指導者 河津寅雄（2012年10月28日） - 河津ノブ 役[4]
- 月曜ゴールデン
  - 湯けむりバスツアー 桜庭さやかの事件簿第1作「〜露天風呂に浮かぶ遺体の謎…22年ぶりの兄妹対面で起こった兄殺し 欲望渦巻く故郷で迎えた驚愕の結末とは!!」（2009年4月27日、TBS）- 金蘭荘花山の女将・立花佳代 役
- 科捜研の女 season10 CASE.VI「疑惑の遺体解剖! 遺された皮膚片の秘密」（2010年、ANB）- オムニ食品 主任研究員・須藤玲子 役
- 京都地検の女 第7シリーズ 第4話「夫の知らない殺意!! 京都大原、熟年離婚が招く三角関係の罠!?」（2011年8月11日、ANB）- 清水真一（国広富之）の妻・清水和子 役
- Answer〜警視庁検証捜査官 最終話「600通の詫び状に隠された真犯人」（2012年6月13日、ANB）- 吉高フーズ社長・吉高万里 役
- 最強のふたり〜京都府警 特別捜査班〜 第3話（2015年、ANB）- 原口南海子 役
- 警視庁・捜査一課長（2016年～、ANB）- 野口秋代 役

### 映画
- 刑事物語 2 りんごの詩（1983年）- 石戸谷忍 役 ※
- 落葉樹（1986年）※
- さくら隊散る（1988年）- 園井恵子 役
- 母（1988年）- 三女・久子 役[5]
- 難波金融伝・ミナミの帝王（Vシネマ）
  - 第4話「言われなき借金」
  - 第5話「キタの女闇金」（1994年）- 桃子 役
- 東京タワー（2004年）- 厚子 役
- 仮面ライダー THE NEXT（2007年10月27日）- クラブのママ 役
- 風が通り抜ける道（2024年1月）- 室長・響野ゆかり 役

### 舞台
- 頭痛肩こり樋口一葉

### 声優
- NARUTO -ナルト- SD ロック・リーの青春フルパワー忍伝（2013年、テレビ東京）- 中年テンテン 役